# 101722 Pursell
101722 Pursell è un asteroide della fascia principale. Scoperto nel 1999, presenta un'orbita caratterizzata da un semiasse maggiore pari a 3,1337160 UA e da un'eccentricità di 0,1881726, inclinata di 21,15535° rispetto all'eclittica.